# Věra Klatovská
Věra Klatovská (9. ledna 1921 – ?) byla česká a československá sportovní plavkyně, účastnice olympijských her 1936
Závodnímu plavání se věnovala od svých 10 let v sportovním klubu Slavia Praha. Specializovala se na plavecký styl kraul. V roce 1936 se v 15 letech účastnila olympijských her v Berlíně, ale do závodu na 100 m volný způsob v rozplavbách nenastoupila (nebo nedokončila). Její další sportovní kariéru ovlivnila politická situace v Československu. V období okupace se aktivně účastnila plaveckých závodů, ale kvůli vojenskému konfliktu v Evropě nedocházelo k mezistátním střetnutím. V roce 1941 přestoupila do nově uskupeného plaveckého oddílu při LTC Praha. Sportovní kariéru ukončila po roce 1946.